# Grzegorz Wiśniewski (pisarz)
Grzegorz Wiśniewski (ur. 1971) – polski pisarz science fiction.

## Życiorys
Absolwent informatyki na Politechnice Szczecińskiej.
Debiutował w 1994 w magazynie Nowa Fantastyka opowiadaniem „Manipulatrice”, jednym z pierwszych polskich tekstów cyberpunkowych.
Jest autorem cyklu humoresek „Opowieści wigilijne” publikowanych w internetowym magazynie Esensja. Za opowiadanie „Dobrzy, źli ludzie” otrzymał nagrodę Elektrybałta.
Mąż pisarki Anny Brzezińskiej. W 2007 ukazała się ich wspólna powieść Za króla, ojczyznę i garść złota, a rok później zbiór mikropowieści Na ziemi niczyjej.

## Twórczość

### Cykl Wielka Wojna
- Za króla, ojczyznę i garść złota, powieść napisana wspólnie z Anną Brzezińską – wyd. Runa (2007)
- Na ziemi niczyjej, zbiór mikropowieści, napisany wspólnie z Anną Brzezińską – wyd. Runa (2008)
  - Chwała ogrodów (Anna Brzezińska, Grzegorz Wiśniewski)
  - Śpiew nad otchłanią. (Grzegorz Wiśniewski)
  - Ziemia niczyja. (Anna Brzezińska)

### Opowiadania
- Manipulatrice. (NF, 11/1994)
- Imperialna opowieść wigilijna. (Esensja, 1999-01-01)
- Mój brat, Kain. (Esensja, 1999-03-01)
- Płomień Tiergarten. (Esensja, 1999-06-01)
- Dobrzy, źli ludzie. (Esensja, 1999-08-01)
- Matriksowa opowieść wigilijna. (Esensja, 1999-12-01)
- Pies, czyli kot. (Esensja, 2000-10-01)
- Obca opowieść wigilijna. (Esensja, 2001-01-01)
- Tygrys! Tygrys! Tygrys! (Esensja, 2001-07-01)
- Tolkienowska opowieść wigilijna. (Esensja, 2002-03-01)